# イタロス
イタロス（古希: Ἰταλός, Italos, 英: Italus）は、ギリシア神話の人物である。古代のイタリアに関して最も早く言及された住民の1つであるオイノートリア人の伝説的な王であり、ヒュギーヌスによるとオデュッセウスの妻ペーネロペーとテーレゴノスの息子だった。

## 概要
アリストテレースの『政治学』とトゥーキューディデースの『戦史』によると、イタロスはイタリアの名祖だった。紀元前4世紀のアリストテレースはイタロスはオイノートリア人を牧畜社会から農耕社会に転換させ、種々の法律を授け、シュッシーティアと呼ばれる共同の食事を創始した最初の王だった。トゥーキューディデースはイタロスをシケリア島の王であり、彼の名前がイタリアの地名が生まれたとしている。
数世紀後に、古代ギリシアの歴史家ハリカルナッソスのディオニューシオス（紀元前60年頃-紀元前7年後）が彼の著書『ローマ古代誌』で、イタロスが生まれながらのオイノートリア人であったという伝承についてシューラクーサイのアンティオコス（前5世紀頃）を引用し、イタリアが彼の名にちなんで名付けられた伝承と関連づけた。また同様にティーマイオス、ウァッロー、およびフェストゥスによる語源説では、子牛の意味を持つ単語から「イタリア」という名前が派生したと説明した。
ローマ史家のモムゼンによれば、アリストテレースの時代まで知られていた「王イタロスの法」は、共同体内部の平和と法律の効果、軍事組織と戦争の法、部族の長の支配、長老たちの諮問会議、武装能力を持った自由人の集会など、ギリシアとローマの両民族に共通した制度を示していたと考えられる。